# Teodora Ducas Vatatzina
Teodora Ducas Comnena Paleologa (in greco Θεοδώρα Δούκαινα Κομνηνή Παλαιολογίνα?, Theodora Doukaina Komnene Palaiologina, conosciuta anche come Teodoroa Vatatze in greco Θεοδώρα Βατάτζη?, Theodora Vatatzaina; 1240 circa – 4 marzo 1303) è stata l'imperatrice consorte dell'imperatore bizantino Michele VIII Paleologo.

## Biografia

### Famiglia
Teodora era figlia di Giovanni Ducas e di Eudocia Angelina. Suo nonno paterno era il sebastocratore Isacco Ducas Vatatzes (morto nel 1261), fratello maggiore dell'imperatore di Nicea Giovanni III Ducas Vatatze (r. 1221-1254). Il nonno materno di Teodora era il prōtostratōr Giovanni Angelo; il suo nome indica che era un membro della famiglia Angeli, ma non si conoscono le sue esatte relazioni con i membri regnanti della famiglia.

### Matrimonio
Giorgio Acropolita riporta che il padre di Teodora morì in giovane età. La madre morì all'inizio del 1250. Teodora fu allevata dal prozio Giovanni III, che si dice l'abbia "amata come una figlia". Nel 1253, Giovanni III organizzò il matrimonio di Teodora con Michele Paleologo, che si era sempre più affermato grazie a una combinazione di legami familiari e abilità militari.
Giovanni III morì il 3 novembre 1254. Gli successe l'unico figlio Teodoro II Lascaris, che morì quattro anni dopo lasciando l'unico figlio Giovanni IV Lascaris, un giovane di sette anni. Michele si fece strada diventando prima reggente di Giovanni IV, poi avanzando passo dopo passo fino a diventare despota e quindi imperatore. Il gradino più alto fu raggiunto all'inizio del 1259, quando Michele e Giovanni furono incoronati co-imperatori. Non ci sono elementi chiari sul fatto che Teodora fosse stata incoronata imperatrice in questo periodo, ma Alice-Mary Talbot osserva che lo storico Giorgio Pachimere contrappone la coppia imperiale al giovane Giovanni, che indossava vesti meno imponenti.
Il 25 luglio 1261, Alessio Strategopulo riconquistò Costantinopoli, la capitale dell'Impero bizantino devastata dalla Quarta Crociata. Michele, approfittando del successo del suo generale, entrò in città il 15 agosto 1261 e fu presto seguito da Teodora e dai loro figli. A settembre Michele fu incoronato una seconda volta imperatore nella basilica di Santa Sofia; sebbene Deno John Geanakoplos ipotizzi che anche Teodora abbia ricevuto una seconda incoronazione, ciò non è espressamente dichiarato da Pachimere.
Proprio all'epoca di questa conquista, Teodora affrontò una crisi matrimoniale. Secondo Pachimere, Michele si invaghì di Anna-Costanza di Hohenstaufen, che era stata brevemente sposata con Giovanni Vatatze prima della sua morte; si offrì di divorziare da Teodora se lei lo avesse sposato. Quando Teodora ne venne a conoscenza, si rivolse al patriarca Arsenio Autoreiano per chiedere aiuto. Il patriarca affrontò l'imperatore e lo spinse ad abbandonare i suoi piani. Michele cedette e permise ad Anna di partire per la madrepatria nel dicembre 1261.
Ci sono poche prove del ruolo politico di Teodora durante il regno del marito. Si interessò ai matrimoni delle due figlie Anna e Irene. Intervenne anche per ottenere clemenza per i cortigiani caduti in disgrazia. Le testimonianze delle sue attività riguardano soprattutto il suo sostegno alle comunità monastiche. Dagli archivi dei monasteri di Patmos e di Lembiotissa, tra il 1259 e il 1281, sono giunti numerosi documenti che attestano il suo attivo coinvolgimento.

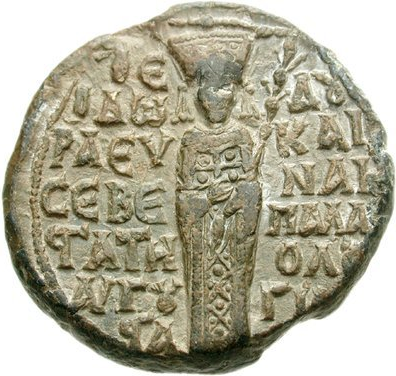
Sigillo di Teodora Paleologa

Quando Michele perseguì una politica di unione delle Chiese al Secondo Concilio di Lione nel 1274, ci sono prove che dimostrano che Teodora inizialmente simpatizzava con gli anti-unionisti. Quando non riuscì a persuadere Michele a cambiare idea, apparentemente sostenne la politica per lealtà verso Michele, poiché in seguito fu costretta a ritrattare pubblicamente nel 1283.
Dopo la morte di Michele, nel 1282, Teodora intraprese il restauro del monastero di Lips (oggi Moschea di Fenari Isa), fondato nel X secolo, e vi aggiunse un convento. Nella ricostruzione del convento aggiunse una seconda chiesa, dedicata a San Giovanni Battista. Talbot illustra che una delle motivazioni del suo interesse per il convento di Lips era quella di fornire alle figlie e alle nipoti un luogo dove ritirarsi in età avanzata, secondo l'usanza corrente. Un'altra era quella di fornire un luogo di riposo alla sua famiglia, avendo visto come a Michele fosse stata negata una sepoltura cristiana. Talbot spiega: "Teodora, in quanto imperatrice vedova e matriarca della famiglia, era senza dubbio determinata a provvedere a una sepoltura adeguata per sé e per i suoi discendenti".
Infine, Teodora svolse un ruolo di sostegno agli studiosi e di promozione della pubblicazione di manoscritti. Ad esempio, subito dopo la riconquista di Costantinopoli, commissionò al monaco Arsenio la traduzione in greco di un'opera sulla geometria del filosofo persiano al-Zanati. Il testo è conservato nel manoscritto di Napoli (II C 33), con una nota che fornisce informazioni sul patrocinio di Teodora.
Teodora morì dopo una breve malattia il 4 marzo 1304. Suo figlio, l'imperatore Andronico II Paleologo, preparò un magnifico funerale e fu deposta nella chiesa di Giovanni Battista del convento di Lips, dove aveva preparato la sua tomba alcuni anni prima. L'orazione funebre fu pronunciata da Teodoro Metochita.

## Discendenza
Dal matrimonio di Teodora e Michele, nacquero:
- Manuele Paleologo (c. 1254 – 1259)
- Irene Paleologa, andata sposa all'imperatore Giovanni Asen III di Bulgaria (1259 – 1303)
- Andronico II Paleologo (1259 – 1332)
- Anna Paleologa (c. 1260–1299/1300), andata sposa a Demetrio Ducas Comneno Cutroule, terzo figlio del sovrano d'Epiro Michele II Comneno Ducas
- Costantino Paleologo (1261 – 1306), che sposò Irene Rauliana, sua seconda cugina
- Teodora Paleologa, che sposò nel 1254 Davide VI Narin (1225 – 1293), re della Georgia e dell'Imerezia
- Eudocia Paleologa (1265 – 1302), andata sposa a Giovanni II Megas Comneno, imperatore di Trebisonda (1262 – 1297)
- Teodoro Paleologo (c. 1263 – dopo il1310)

### Annotazioni
1. ↑  I cognomi "Comnena Paleologa" furono probabilmente adottati da Michele VIII, il cui nome completo era "Michele Ducas Angelos Comneno Paleologo". Entrambi discendevano da Costantino Angelo e Teodora Comnena
2. ↑  Geanakoplos è scettico sul fatto che Michele fosse innamorato di Anna e spiega la sua relazione come un tentativo di alleanza con il fratello di Anna, Manfredi di Sicilia. Quando Anna rifiutò le sue proposte, secondo Geanakoplos, Michele abbandonò le sue avances

### Fonti
1. 1 2 3 4 5  PLP, 21380. Παλαιολογίνα, Θεοδώρα ∆ούκαινα Κομνηνή.
2. ↑  PLP, 6228. Εὐδοξία.
3. ↑  Nicol 1993, p. 45.
4. ↑  Talbot 1992, p. 295.
5. ↑  Geanakoplos 1959, p. 121.
6. ↑  Talbot 1992, p. 296.
7. ↑  Talbot 1992, pp. 297 e seg.
8. ↑  Talbot 1992, p. 299.
9. ↑  Talbot 1992, p. 301.
10. ↑  Talbot 1992, p. 302.
11. ↑  Talbot 1992, pp. 295 e seg..